# Xylopsocus distinctus
Xylopsocus distinctus is een keversoort uit de familie boorkevers (Bostrichidae). De wetenschappelijke naam van de soort is voor het eerst geldig gepubliceerd in 1967 door Rai.